# Богатир Петро Устинович
Петро́ Усти́нович Богати́р — гвардії підполковник радянської армії.

## Короткий життєпис
Народився 18 січня 1914 року в селі Гулі Могилівського повіту Подільської губернії (по інших даних — Слобода-Ялтушківська в селянській родині. Закінчив семирічну школу, працював у колгоспі, був секретарем сільської комсомольської організації.
1936 року призваний до лав РА та згодом направлений на навчання у військово-політичне училище. Член КПРС з 1939 року. По закінченні навчання скерований до 97-ї стрілецької дивізії 13-ї армії, політрук 1-ї стрілецької роти 136-го стрілецького полку. З лютого 1940 року брав участь у радянсько-фінській війні, доланні лінії Маннергейма.
22 лютого полк Петра Богатиря підійшов до урочища Кууса (сучасне селище Климово, Виборзький район), де на висоті були фінський ДЗОТ та укріплення. В бойових умовах молодший політрук Петро Богатир здійснив розвідку, після цього червоноармійці зайняли висоту 16,6 із незначними втратами.
При завершенні радянсько-фінської війни полк Богатиря підійшов до річки Вуоксі. 7 березня рота Богатиря атакувала фінські позиції, потрапила під щільний вогонь і змушено залягла на льоду; убитий командир роти старший лейтенант Глаголь. Молодший політрук Петро Богатир підняв роту в атаку, дістав важке поранення, проте бойове завдання було виконане.
Учасник боїв німецько-радянської війни — 1942-го, по закінченні військово-політичної академії ім. Леніна вирушив на фронт. Воював на Південно-Західному та Донському фронтах. З червня 1943 року — на Північно-Західному фронті, заступник з політичної частини 21-ї гвардійської мінометної бригади. Брав участь у боях 1943 року за Стару Руссу.
В складі 21-ї гвардійської мінометної бригади брав участь у Староруссько-Новоржевській операції та Прибалтійській, боях за Ригу. Кінець війни зустрів у складі Другого Прибалтійського фронту.
З 1946 року в запасі, працював на Далекому Сході. З 1954 року проживав у селі Фількіно Свердловської області. Помер 29 вересня 1959, похований у селі Фількіно.

## Нагороди
- медаль «Золота Зірка» — 7 липня 1940
- орден Леніна — 7 липня
- орден Вітчизняної війни 1 ступеня (вересень 1943) — за бої під Старою Руссою
- медалі